# Atelier Totori: The Adventurer of Arland
Az Atelier Totori: The Adventurer of Arland (トトリのアトリエ ～アーランドの錬金術士 2～; Hepburn: Totori no Atorie: Ārando no Renkinjutsushi 2) japán szerepjáték, az Atelier sorozat tizenkettedik főjátéka, az Arland alsorozat második tagja. A Totori az Atelier Rorona: The Alchemist of Arland közvetlen folytatása, annak cselekménye után öt évvel játszódik. A játék folytatása és egyben az Arland-trilógia lezáró epizódja 2011 júniusában jelent meg Atelier Meruru: The Apprentice of Arland címen.
2012 augusztusában a Dengeki PlayStation magazinban Atelier Totori Plus: The Adventurer of Arland címmel bejelentettek egy feljavított átiratot PlayStation Vita kézikonzolra. A játék 2012. november 29-én jelent meg Japánban, illetve 2013. március 19-én Észak-Amerikában és 2013. március 20-án Európában.

## Történet
Az Atelier Totori öt évvel az előző játék, az Atelier Rorona után játszódik. Története öt évet ölel fel, középpontjában Alanya halászfaluban élő Totooria „Totori” Helmond áll. Totori Rorona alkimista-tanonca, aki eltűnt édesanyját próbálja felkutatni. Az Atelier Rorona eseményei után Rorona Arlandot bejárva alkímiát tanít. Egy nap Totori és nővére az éhségtől összeesett Roronát találja a házuk ajtaja előtt, aki alkimista-tanoncának fogadja Totorit. Később Totori egymagában tanulja az alkímiát.
Az alanyaiak egytől-egyig úgy vélik, hogy Totori édesanyja elhunyt, azonban Totori másképp gondolja, így Arlandba utazik, hogy kalandornak álljon és a keresésére indulhasson. A játékosok Totorit követik a kalandjai során, miközben a világot bejárva csiszol az alkímiatudásán és a rég eltűnt édesanyja után kutat.

## Szereplők
Totooria Helmold
Szinkronhangja: Nazuka Kaori
Fiatal alkimista, Rorona tanítványa. Arlandba utazik, hogy kalandornak álljon és a világot bejárva a rég eltűnt édesanyja nyomába eredjen. Nagyon optimista, őszintén hisz abban, hogy édesanyja életben van. Beceneve Totori.
Cecilia Helmold
Szinkronhangja: Imai Aszami
Totori nővére, aki nagyon félti húgát. A reményt feladva elhiszi édesanyja halálát. Aggódik Totori miatt és nem szeretné, hogy édesanyjukhoz hasonlóan ő is kalandor legyen. Beceneve Ceci. Letölthető tartalom képében játszható.
Gino Knab
Szinkronhangja: Szanpei Júko
Totori gyermekkori barátja, aki mindennap edz, hogy egy nap Totori oldalán kalandor lehessen.
Melvia Siebel
Szinkronhangja: Sintani Rjóko
Ceci gyermekkori barátja, tapasztalt kalandor, aki figyeli és óvja Totorit a kalandozásai során. Nagyon erős, Alanyában jól ismert elképesztő ereje miatt.
Mimi Houllier von Schwarzlang
Szinkronhangja: Igucsi Juka
Fiatal nemeslány, aki szintén kalandor szeretne lenni. Büszke természetű, Totorit a riválisának tekinti.
Rorolina Frixell
Szinkronhangja: Kadovaki Mai
Totori alkímiatanára, az Atelier Rorona főhősnője. Ő, Totori és Astrid a történet egyetlen ismert alkimistái. Egy nap Totori és Ceci házuk ajtaja előtt összeseik, majd miután egy sikertelen szintézis eredményeként romba dönti a házukat Totori tanára lesz. Miután megismeri Totori édesanyjának a történetét úgy dönt, hogy segíti a lányt a kalandjai során. Beceneve Rorona.
Sterkenburg Cranach
Szinkronhangja: Koszugi Dzsúróta
Visszavonult lovag, aki Arland királyát keresi, miközben útja során a kezdő kalandorokat is megvédi a szörnyektől. Az arcvonásaival számos szereplőt megrémít, még Roronát is, pedig már évek óta ismerik egymást. Arland királyát, Giót keresi, mellette pedig Totorinak is segédkezik.
Marc McBrine
Szinkronhangja: Csiba Szuszumu
Hóbortos feltaláló, aki nagy érdeklődést mutat a találmányok és a gyermekek iránt. A tudományok iránti lelkesedése miatt tartózkodó, rámenős stílusa van.
Cordelia von Feuerbach
Szinkronhangja: Kitamura Eri
Rorona gyermekkori barátja, aki az arlandi Kalandorok céhének dolgozik. Az előző játékhoz képest sokkal érettebb, Totorit is segíti édesanyjával kapcsolatos információk felkutatásával. Arra még mindig nagyon hamar felkapja a vizet, ha valaki szóba hozza alacsony termetét. Letölthető tartalom képében játszható.
Guid Helmold
Szinkronhangja: Hamada Kendzsi
Totori édesapja, akit lányai szinte észre sem vesznek. Ritkán mutat ki érzelmeket és csak kevés alkalommal kap szerepet.

## Megjelenés
A játék 2010. június 24-én, egy normál és egy prémiumkiadásban jelent meg Japánban PlayStation 3 konzolra. Utóbbit egy túlméretes dobozba csomagolták, egy korlátozott példányszámú kristály-papírnehezék társaságában. A PlayStation 3-verziót a NIS America lokalizálta, és 2011. szeptember 27-én jelentette meg Észak-Amerikában, 2011. szeptember 30-án Európában, valamint 2011. október 6-án Ausztráliában. Észak-Amerikában egy prémium kiadását is megjelentettek. Ez a játék mellett egy puhaborítós művészeti könyvet és a játék részleges zenei anyagát tartalmazó CD-t tartalmaz. A prémiumkiadást a NIS America internetes áruházában rendelőknek egy kétoldalas poszter is járt.
Japánban 2012. november 29-én Totori no Atelier Plus: Arland no renkindzsucusi 2 címmel egy feljavított átirat is megjelent PlayStation Vita kézikonzolra. A játék kétféle kiadásban; egy normál és egy prémium változatban jelent meg. Utóbbi egy kristály-papírnehezéket is tartalmaz, aminek színe és a rágravírozott kép eltér az előző papírnehezéktől. Az átirat főbb újdonságai egy új, a játék cselekménye után megnyíló harctér, illetve számos új főellenfél, CG-jelenet, illetve kosztümök a játszható szereplőknek. Az átirat a PlayStation Vita hátulsó tapipadját is használja a világtérképen való navigáláshoz. A Vita-verziót Észak-Amerikában és Európában Atelier Totori Plus: The Adventurer of Arland címen lokalizálták, és 2013. március 20-án jelentették meg, kizárólag digitális úton, a PlayStation Networkről letölthető formában. A kiadás nem kapott semmiféle hivatalos bejelentést, megjelenésének egyetlen előjele az Australian Classification Board R-18+-os („szigorúan 18 éven felülieknek”) korhatár-besorolása volt. Ez a besorolás hatalmas ugrás volt a PlayStation 3-verzió PG („szülői felügyelettel”) besorolásához képest, a megadott indok „szexuális erőszakra való utalás” volt.

## Fogadtatás
| Összegzőoldal | Értékelés |
| ------------- | --------- |
| GameRankings  | 78%       |
| Metacritic    | 74/100    |

| Szerző | Értékelés |
| ------ | --------- |
| IGN    | 7,5/10    |

Japánban a játék 2010. június 21-e és 27-e között 53 871 példányával a harmadik legkelendőbb videójáték volt, ami 10 000 példányos növekedés az Atelier Rorona első heti eladásaihoz viszonyítva.
A kritikusok általánosságban pozitív véleménnyel voltak a játékról, ami 77%-os és 74/100-as átlagpontszámon áll a GameRankings és a Metacritic gyűjtőoldalakon.
A PSX Extreme cikkírója 8,7/10-espontszámmal jutalmazta a játékot, megjegyezvén, hogy „a Gust új próbálkozásával való öt óra játék után rádöbbentem, hogy minden a helyére ugrott. Tíz óra elteltével már nem csak minden a helyén volt, de addiktívvá kezdett válni. A körökre osztott harc még nem halott, és az animékkel szembeni idegenkedésem ellenére ez egy gyönyörű, kellemes produkció.” Az RPGamer írója 4,5/5-ös pontszámot adott a játékra, dicsérve annak történetét, hozzáfűzve, hogy „az Atelier Totori nem egy epikus szerepjáték, mint a műfaj oly sok más címe kíván lenni, de az egyéni varázsa miatt egy keserédes és érzelmileg telített élményként emelkedett ki, mely elvárja a játékosoktól, hogy előrántsák a zsebkendős-dobozokat.”
Az IGN cikkírója 7,5/10-es pontszámmal értékelte a játékot, dicsérve annak grafikáját és játékmenetét, viszont azt is megjegyezte, hogy ugyan a történet magva jó, azonban „az írásszerkezete legtöbbször nyögvenyelős és ezen a szinkronhangokkal sem igazán próbálnak javítani.”
A Famicú japán szaklap 29/40-es pontszámmal értékelte a PlayStation Vita-átiratot.